# 王焯
王焯（1861年1月28日—？），字景秋，號酌升，直隸省順天府寧河縣人，民籍，清朝政治人物。

## 生平
光緒二十一年（1895年）乙未科殿試二甲第三十七名進士。同年五月，以主事分部學習。

## 家族
曾祖王錫朋；祖父王承泗；父王楫。
兄王燮、王照。